# جورج إي. كروغ
جورج إي. كروغ هو مهندس معماري برازيلي، ولد في 1869، وتوفي في 1939.